# Horacio Altuna
Horacio Altuna   (Córdoba, 24 de novembre de 1941) és un dibuixant de còmics argentí reconegut internacionalment per la seva obra, en la qual destaquen les sèries de El Loco Chávez i Las puertitas del Sr. López. Des del 1982 viu a Sitges, Garraf. És considerat un renovador del còmic argentí i un dels autors de còmics i d'il·lustració eròtica més reputats.

## Biografia

### Inicis
Altuna va estudiar Dret a la universitat però el 1965 va començar a dibuixar còmics per la versió argentina de Superman, el Super Volador. A partir d'aquesta època va començar a treballar per l'editorial Columba (del 1967 al 1975), en la que va dibuixar per les sèries D'Artagnan i Fantasia, on va col·laborar amb els grans guionistes argentins de l'època com H. G. Oesterheld i Robin Hood. En aquesta època Altuna treballava en publicacions que seguien un model editorial tradicional argentí que no respectava els drets d'autor, que es van començar a reivindicar a finals dels anys 60 i que Altuna va ser un dels seus principals defensors, sobretot quan va passar a formar part de l'Asociación de Dibujantes que s'havia fundat a la dècada de 1940.

### Anys 70
A la dècada de 1970, degut a la crisi editorial argentina, Altuna es veu obligat a començar a treballar per als mercats anglòfons. En aquesta època va treballar per les editorials Charlton Comics (Estats Units) i Fleetway Publications (Anglaterra) i D.C. Thompson (Escòcia). Per aquests va dibuixar sense firmar molts còmics d'aventura juvenil i de còmics bèl·lics que encara no s'han catalogat.
Tot i això, en aquesta dècada, Altuna continua dibuixant per editorials argentines. Entre el 1974 i 1976 (quan és prohibida pel govern argentí) col·labora amb el guionista Carlos Trillo dibuixant a la revista Satiricón (d'Andrés Cascioli). Degut a la seva bona entesa amb Trillo, van crear conjuntament una de les sèries de còmics més notables de l'Argentina, El Loco Chávez, una tira diària que es va publicar al diari Clarín entre el 1975 i el 1985. En aquesta tira humorística el protagonista (Chávez) és un periodista que explica a través de les seves aventures la situació del seu país en la seva època, sobretot els problemes socials i econòmics. Per aquest treball, Altuna va guanyar el 1978 premi de l'Asociación de Dibujantes de la Argentina per aquest treball i el 1979 el premi a la millor tira diària argentina a la Cuarta Bienal del Humor y la Historieta de Córdoba. El 1979 es va fer una sèrie de televisió de 5 capítols d'una hora de duració d'El Loco Chávez.
Un altre dels seus treballs més coneguts que va fer juntament amb Trillo va ser la sèrie Las Puertitas del Sr. López. En aquesta obra, igual que en l'anterior, fa una gran crítica contra el poder de la dictadura en el seu país i expressa el desig de llibertat del poble. Aquesta obra fou portada al cine el 1978 i va rebre el premi a la millor pel·lícula en el Festival d'Humor de Veveire, Suïssa.
Així, en aquesta dècada, Altuna treballa per editorials estrangeres però continua treballant en el seu país. Altres sèries de còmics que comença a dibuixar Altuna en aquesta època són Charlie Moon i Merdichesky, que surten en les revistes d'Ediciones de la Urraca, Humor registrado, Superhumor i Fierro.

### Anys 80
El 1982 va emigrar de l'Argentina i va anar a viure a Sitges atret pel boom del còmic adult espanyol.
A Espanya va començar a treballar per l'editor Josep Toutain. Va editar obres que havia publicat a l'Argentina i va fer obres noves. Va començar publicant per a la revista 1984. Les obres que destaquen en aquesta primera època a Espanya són El último recreo i Tragaperras (que encara eren guionitzades per Trillo). Ficcionario va ser la primera historieta que va dibuixar i guionitzar. Aquests tres còmics eren de ciència-ficció i combinaven una sàtira d'una societat repressora amb situacions d'un acusat erotisme (gènere en que Altuna és considerat un mestre).
El 1986 dibuixa i guionitza la sèrie de còmics Chances, que va rebre el premi Yellow Kid a Lucca al millor autor internacional. Aquesta és una obra futurista amb un fort contingut social protagonitzada per un jove clon creat amb l'objectiu de substituir els òrgans dels seus generadors que es rebel·la i que fuig cap a les zones marginals.
El 1987 se separa definitivament del guionista Carlos Trillo fent l'última tira diària de El Loco Chávez. Aquest any també fou finalista en el premi al millor àlbum estranger del Festival del Còmic d'Angulema per El Último Recreo
El 1989 fa el guió il·lustrat de la pel·lícula Old Gringo de Luis Puenzo (interpretada per Jane Fonda i Gregory Peck i comença a fer historietes curtes per la revista Playboy (amb el títol genèric de Voyeur) que el van convertir en una figura internacional de l'erotisme.

### Anys 90
En aquesta dècada Altuna continua fent la sèrie d'historietes eròtiques per Playboy i hi publica la novel·la il·lustrada Gato, un thriller eròtic. El 1993 torna a publicar al diari argentí Clarín.
El 1993 publica la tira Nene Montanaro al diari argentí Clarín i va continuar treballant en la promoció de les seves obres a Europa, a on va aconseguir un important reconeixement.

### Anys 2000
Altuna va ser el primer autor no espanyol que va guanyar el Gran Premi del Saló Internacional del Còmic de Barcelona el 2004.
Des del 2007 fins al 2010 publica una tira diària a el Periódico de Catalunya titulada Família Tipus sobre una família de burgesos espanyols i va esdevenir President de ' Associació Professional d'Il·lustradors de Catalunya. El 2009 va participar en la mostra Bicentenario: 200 años de Humor Gráfico al Museo Eduardo Sivori de Buenos Aires amb un dibuix original del seu personatge El Loco Chávez. A partir del 2010 publica a Clarín una nova tira diària titulada Es lo que hay (reality), basada en la Família Tipus. El 2012 va rebre el Premi Konex (Argentina) en la categoria d'humor i historieta.
En el segle xxi es van traduir diverses obres d'Altuna a l'anglès dirigides al públic estatunidenc i es van publicar diverses compilacions fetes per les editorials Norma i Planeta DeAgostini.

## Obra

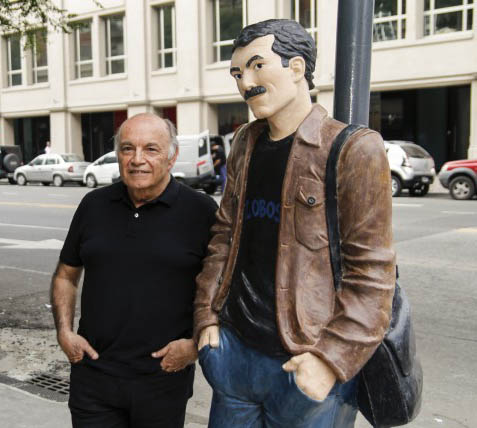
Altuna amb el seu personatge, Loco chavez.jpg

- La tira diària El Loco Chávez (1975), amb el guionista Carlos Trillo.
- Las puertitas del Sr. López, amb el guionista Carlos Trillo.
- Charlie Moon, amb el guionista Carlos Trillo.
- Merdichesky, amb el guionista Carlos Trillo.
- El último recreo, amb el guionista Carlos Trillo.
- Ficcionario (1983), guió i dibuix
- Tragaperras, amb el guionista Carlos Trillo.
- Chances (1985)
- Imaginario (1987-88)
- Time/Out (1986).
- Historietes curtes per a Playboy (1989-)
- Hot L. A. (1992, 2000)
- El Nene Montanaro (amb guió propi, publicat diàriament en la contra-tapa del diari argentí ''Clarín'' entre els anys 1994 y 2002)
- Es lo que hay (reality) (2010-)
- Cuadernos Secretos (2011), el primer llibre de l'Editorial Orsai compost per dibuixos inèdits d'Horacio Altuna.